# Delphi Sources
Delphi Sources (delphisources.ru) — веб-сайт, интернет-проект, посвящённый программированию на языке Delphi.

## Описание
Веб-портал Delphi Sources представляет собой огромную коллекцию исходных кодов (более 1200 примеров) для среды программирования Delphi, библиотек компонентов, а также многочисленные советы и готовые решения задач по программированию. Все исходники разделены на тематические категории, в частности «Базы данных», «Графика/Мультимедиа», «Сети/Интернет», «Система» и «Разное».
Веб-портал оснащён собственным поиском, включает в себя систему FAQ (более 5000 примеров), RSS-ленты на новости сайта и форума, карту сайта, разнообразные статьи (написанные как специалистами в области IT, так и начинающими компьютерщиками), которые могут присылать сами пользователи сайта, а также форму добавления собственного исходника, который после предмодерации администрацией будет включён в каталог.
На сайте существует форум для широкого круга пользователей, который разделён для многочисленные ветки, в числе которых имеются следующие темы, «Программирование», «Базы данных», «Графика и игры», «Компоненты и классы», «Мультимедиа», «Файловая система», «Delphi .NET», «WEB-Программирование» и «Операционные системы Windows/Linux/FreeBSD», «КПК» и множество других.
Вся предоставленная информация на сайте рассчитана как для высококвалифицированных специалистов, так и для простых любителей или начинающих программистов Delphi, которые хотят расширить свои знания и возможности.

## Alexa Internet
- По статистике Alexa Internet на 16 октября 2010 года, сайт Delphi Sources находится на 1801 месте по посещаемости в Белоруссии, 4776 в России и 7859 на Украине[3].

## Примечание
1. ↑  Delphi Sources — Об авторе. Дата обращения: 16 октября 2010. Архивировано 21 сентября 2010 года.
2. ↑  Delphi Sources — Форум по программированию. Дата обращения: 16 октября 2010. Архивировано 22 октября 2010 года.
3. ↑  delphisources.ru. Alexa (2010). Дата обращения: 16 октября 2010. Архивировано из оригинала 2 июля 2012 года.